# كايو مينديز
كايو مينديز هو لاعب كرة قدم برازيلي في مركز الدفاع، ولد في 1 يونيو 1986 في ساو باولو في البرازيل. لعب مع نادي بالميراس ونادي براغي ونادي ميراسول ونادي نورشوبينغ.